# Paul Eßer
Paul Eßer (* 30. Mai 1939 in Mönchengladbach; † 20. August 2020) war ein deutscher Schriftsteller.

## Leben
Als 13-Jähriger verschwand Paul Eßer zum ersten Mal von zu Hause und trampte nach Griechenland und in die Türkei. Bereits mit 18 Jahren hatte er die meisten Länder Europas gesehen; während der so genannten portugiesischen Nelkenrevolution war er zwei Jahre am deutschen Gymnasium in Lissabon tätig und hielt sich unter anderem zeitweise in Kuba, Mexiko und Nicaragua auf.
Eßer studierte Germanistik, Anglistik und Philosophie in Köln und unterrichtete 10 Jahre lang an einem Mönchengladbacher Gymnasium, war Studiendirektor und zuletzt am Viersener Abendgymnasium tätig. Er war in der Zeit von 1968 bis 1988 intensiv gesellschaftlich und politisch engagiert, führte Demonstrationen gegen den Vietnam-Krieg an und unterstützte seinen Freund Günter Wallraff bei dessen Recherchen.
Als promovierter Linguist beschäftigt sich Eßer kritisch mit dem gängigen Niederrhein-Bild, „manchmal beißend zynisch bis an die Schmerzgrenze“. Seine Romane, Erzählungen, Gedichte und Essays weisen eine große Themenvielfalt auf. Er übersetzte aus dem Spanischen und Portugiesischen, veröffentlichte in zahlreichen Anthologien sowie in Literaturzeitschriften, zum Beispiel in Krautgarten und Muschelhaufen, und war Vorsitzender des Schriftstellerverbandes VS Niederrhein.
Paul Eßer lebte zuletzt in Viersen.

## Werke
- Dialekt und Identität. Diglottale Sozialisation und Identitätsbildung. Lang, Frankfurt/M. 1983, ISBN 3-8204-5832-8
- Scheitelpunkt. Gedichte. Mönchengladbach 1985, ISBN 3-925668-00-4
- Spruchband. Aphorismen. Mönchengladbach 1985, ISBN 3-925668-01-2
- Kalte Heimat. Kurzgeschichten von Aus- und Aufsteigern. Mit einem Vorwort von Günter Wallraff. Mönchengladbach 1988, ISBN 3-9801829-0-8
- Teure Heimat. Gedanken, Gedichte, Geschichten zu einem verbreiteten Amputationsschmerz. Bad Cannstatt 1990, ISBN 3-921741-04-1
- Ich hab mich allzu lang in deinem Aug' besehn. Beziehungsweisen. Loßheim 1990, ISBN 3-927932-02-7
- Jugendliebe. Ein Männerroman. Frankfurt/M. 1990, ISBN 3-89406-219-3
- Traumfrauen. Kurzgeschichten. Krefeld 1993, ISBN 3-922690-48-3
- Gebrochen Deutsch. Gedichte. Krefeld 1993, ISBN 3-922690-47-5
- Mythos Niederrhein. Nachruf auf eine schwierige Heimat. Avlos, Sankt Augustin 1997, ISBN 3-929634-28-7
- Die Wortemacher. Portrait einer heillosen Zunft. Nettetal 1998, ISBN 3-920743-82-2
- Dealer Wallfahrt. Ein niederrheinischer Szene-Roman. Avlos, Sankt Augustin 1999, ISBN 3-929634-48-1
- Bellmans Blues. Ein Düsseldorfer Szene-Roman. Avlos, Sankt Augustin 2002, ISBN 3929634554
- Jenseits der Kopfweiden. Sprache und Literatur am Niederrhein. Grupello, Düsseldorf 2002, ISBN 3-933749-83-2
- Liebe verlorene Müh. Short Stories und Satiren. Viersen 2002 (E-Book 2015), ISBN 3-8311-3793-5
- Schinderkarren mit Büffet. CD. Jazz und Lyrik. Paul Eßer, Gerd Dudek, Ali Haurand, Jiri Stivin. Konnex, Berlin 2001 (KCD 5108)
- Niederrhein-Quiz. Grupello, Düsseldorf 2006, ISBN 3-89978-061-2
- Niederrhein-Quiz. 100 neue Fragen. Grupello, Düsseldorf 2008, ISBN 978-3-89978-084-0
- Niederrhein. Gedanken und Geschichten. Greven Verlag, Köln 2009, ISBN 978-3-7743-0426-0
- Heimat. Niederrhein. Viersen 2020, ISBN 978-3-75047-080-4
- (zusammen mit Torsten Eßer) Viersener Köpfe. Bekannte Bürger(innen) unserer Stadt und ihre Geschichte(n). Kater Verlag, Viersen 2023, ISBN 978-3-944514-21-5
- Auf Eßers Schneide. Lyrik und Anverwandtes. Viersen 2023, ISBN 9783752828979

## Zitat
- „Paul Eßer nähert sich in seinen Publikationen dem Niederrhein wissenschaftlich, literarisch und spielerisch.“[3]

## Auszeichnungen
- 1993: Nikolaus-Lenau-Preis, Esslingen
- 1997: Kinder- und Jugendbuchpreis Eberhard, Eberswalde
- 1998: Stipendium des Baltic Writers’ Council, Residenz in Visby auf Gotland
- 2009: Rheinlandtaler des Landschaftsverbandes Rheinland